# Макаров, Михаил Иванович
Михаил Иванович Макаров — советский  государственный и хозяйственный деятель.

## Биография
Родился в 1906 году. Член ВКП(б).
С 1926 года — на хозяйственной, общественной и партийной работе.
- В 1926—1965 гг. — на ответственной государственной работе, народный комиссар, затем министр торговли РСФСР, член коллегии Министерства торговли СССР,
- заместитель министра торговли СССР,
- заместитель министра хлебопродуктов СССР,
- заместитель министра заготовок СССР, член коллегии Президиума Совета Министров СССР по вопросам цен.

Избирался депутатом Верховного Совета РСФСР 2-го и 3-го созывов.